# (3146) Dato
(3146) Dato (1972 KG; 1949 HF; 1965 SY; 1980 SB; 1983 EN) ist ein ungefähr elf Kilometer großer Asteroid des inneren Hauptgürtels, der am 17. Mai 1972 von der russischen (damals: Sowjetunion) Astronomin Tamara Michailowna Smirnowa am Krim-Observatorium (Zweigstelle Nautschnyj) auf der Halbinsel Krim (IAU-Code 095) entdeckt wurde.

## Benennung
(3146) Dato wurde nach dem georgischen Maler Dato Krazaschwili (დათო კრაწაშვილი, 1963–1980) benannt.